# 요르단 국왕
요르단 국왕은 요르단의 국가원수이다.

## 역대 군주
- 트란스요르단 : 압둘라 1세 (1921년 ~ 1946년)
- 초대 : 압둘라 1세 (1946년 ~ 1951년)
- 2대 : 탈랄 1세  (1951년 ~ 1952년)
- 3대 : 후세인 1세 (1952년 ~ 1999년)
- 4대 : 압둘라 2세 (1999년 ~ 현재)

## 같이 보기
- 요르단의 역사